# Super Robot Wars J
Super Robot Wars J (スーパーロボット大戦J?, Sūpā Robotto Taisen Jei) anche conosciuto come Super Robot Wars Judgement è un videogioco pubblicato per Nintendo Game Boy Advance nel 2005, come parte della serie creata dalla Banpresto Super Robot Wars. È il sestotitolo della serie sviluppato per Game Boy Advance dopo Super Robot Wars A, Super Robot Wars R, Super Robot Wars: Original Generation, Super Robot Wars D e Super Robot Wars: Original Generation 2.
Il videogioco dà al giocatore la possibilità di scegliere se giocare utilizzando il personaggio di Touya Shiun o quello di Calvina Coulange, ognuno su uno schieramento opposto della guerra.

## Serie presenti nel gioco
- Serie originali create dalla Banpresto
- Blue Comet SPT Layzner
- Brain Powerd
- Choudenji Robo Combattler V
- Choudenji Machine Voltes V
- Full Metal Panic! (debutto)
  - Full Metal Panic? Fumoffu (debutto)
- Mobile Suit Gundam Series
  - Mobile Fighter G Gundam
  - Mobile Suit Gundam SEED (debutto su GBA)
- Hades Project Zeorymer
- Mobile Battleship Nadesico
- Mazinger Series
  - Mazinkaiser (OVA)
  - Mazinkaiser vs. The Great General of Darkness (debutto)
- Space Knight Tekkaman Blade (debutto)
- Super Beast Machine God Dancougar